# کووتشین
کووتشین (به چکی: Kovčín) یک منطقهٔ مسکونی در جمهوری چک است که در ناحیه کلاتووی واقع شده‌است. کووتشین ۴٫۸۱ کیلومتر مربع مساحت و ۷۹ نفر جمعیت دارد و ۵۳۲ متر بالاتر از سطح دریا واقع شده‌است.